# Satine Phoenix
Satine Phoenix, född 22 maj 1980 i Olongapo, är en filippinsk bondagemodell, tecknare och tidigare porrskådespelerska, bosatt i USA.

## Porrskådespeleri
Phoenix arbetade först som datorprogrammerare och strippa i San Francisco, men gick 2006 över till att försörja sig som porrskådespelerska.
Innan hon lämnade filmkarriären 2009 medverkade hon i många BDSM- och bondagefilmer och gjorde scener med bland andra James Deen, Sasha Grey och Stephanie Swift. Huvudsakligen jobbade Phoenix för fetischbolaget Kink.com.

## Konsten
Phoenix tecknar serier och gör andra typer av illustrationer, ofta med ett sexuellt tema, och står också som modell för andra konstnärer. Hon har bland annat låtit sig porträtteras av den svenska konstnären Karl Backman 2012.
Phoenix var med och skapade webbserien I Hit It with My Axe, som distribuerades av nättidningen The Escapist.
Hon har också sysslat med performancekonst, kroppsmålning, burleskuppträdande och haft ett eget radioprogram.

## Priser och nomineringar
- 2007: Adultcon Nominee – Best Actress in an Intercourse Performance[7]
- 2008: Sexopolis Award – Best Sex Kitten[8]
- 2010: Bondage Awards Nominee - Best Comic Artist[9]